# サルヴァ
サルヴァ（イタリア語: salva）は、イタリア・ロンバルディア州で製造されているDOP指定のチーズ。日本ではサルヴァ・クレマスコとも呼ばれる。

## 概要
ウォッシュチーズであり、牛乳のカードから作られる。
同じロンバルディア州のチーズのタレッジョと似ており、特に切り分けた状態だと見分けが困難である。タレッジョと比べた場合、底辺は同サイズだが、高さが2倍ほど高い。
長期熟成のチーズではあるが、香りや塩味は穏やかである。外皮に近い部分はねっとりと濃厚な旨みがあり、中心部はシェーブルチーズのようなボロボロと崩れやす食感をもつ。ウォッシュチーズは熟成によって、中心部がとろけているようなチーズも多いが、サルヴはセミハードチーズに近い食感となっている。また、中心まで硬さがあるため一般的なウォッシュチーズと違って、ホールケーキをカットするようにナイフでカットできる。
2007年にDOP指定となった。

## 名称
「サルヴァ」の名はイタリア語で「保存」などの意味をもつsalvareから来ており、「長く貯蔵する」という意味である。その名の通りに60日から90日の熟成を行う。

## 製造
5月は牛の出産シーズンであり、出産後は搾乳量が増えるので、この時期にいつもよりも大きなチーズを製造しておくのが慣わしでもあった。このため、チーズを作るのに同じ型を使っていても、使用する牛乳の量が多いため、背が高くなる。2か月や3か月未満の熟成のものは、ボロボロと崩れやすいが、ミルクの甘みが酸味と調和した味わいがある。3か月から5か月熟成させたものは味わいが深くなり、半年から1年と熟成させることもある。